# Schwansee
Schwansee este un lac din districtul Ostallgäu al landului Bavaria (Germania), localizat în comuna Schwangau de la sud-est de orașul Füssen. El se află în apropiere de castelele Neuschwanstein și Hohenschwangau și la 400 de metri nord de Alpsee. Situat la o altitudine de 789,23 m, lacul are o suprafață de 17 ha.
În secolul al XIX-lea Schwansee a fost inclus cu mlaștinile, zonele umede și pajiștile calcaroase din împrejurimi într-un parc, care a aparținut castelului Hohenschwangau. Acest parc a fost proiectat de Peter Joseph Lenné, în numele Casei regale bavareze Wittelsbach. Schwansee face parte începând din 1956 din rezervația naturală "Alpsee, Schwansee și Bad Faulenbach". 
În prezent, Schwansee este vara un loc de scăldat, iar iarna un loc de patinaj - atât pentru localnici, cât și pentru turiști.